# Piedra Plat
Piedra Plat – miejscowość (plaats) i strefa (zone) w regionie Paradera w środkowej części kraju autonomicznego Aruba, należącego do Holandii, w Ameryce Południowej. 1 stycznia 2020 r. liczyła 2631 mieszkańców. Jest najmniejszą strefą w regionie. 

## Podział administracyjny
W skład strefy wchodzi jedna miejscowość:
- Piedra Plat

## Demografia
Strefa liczy 2631 mieszkańców (1 stycznia 2020).
| Kobiety | Mężczyźni |
| ------- | --------- |
| 1264    | 1367      |